# Francesca Romana Salvi
Francesca Romana Salvi (Roma, 2 giugno 1962) è un architetto e scenografa italiana, discendente dell'architetto del Settecento Nicola Salvi.

## Biografia
Francesca Romana Salvi si laurea a Roma nel 1990. Nel 1992 inizia la collaborazione con alcune delle più note società di produzione italiane, come la Publispei al Festival di Sanremo o la Leader Cinematografica che produce serie TV per la RAI.
Dal 1993 crea le scenografie di numerosi programmi di TMC Monte Carlo  fra i quali Corpo a Corpo condotto da Alba Parietti, Se io fossi Sherlock Holmes e Il Grande Gioco del Mercante in Fiera condotti da Jocelyn.
Nel 1999 e nel 2000 disegna le scene di Sette per uno, con Gigi Sabani e la regia di Jocelyn, trasmesso in prima serata da Rai Uno.
Dal 2000, con il collega Francesco Biondo Dalla Casapiccola, firma le scene di altri programmi trasmessi dalla RAI, come Quiz Show condotto da Amadeus (conduttore televisivo), Top of the Pops, Ritorno al presente o Circo Massimo Show con Belén Rodríguez, Fabrizio Frizzi e Ainett Stephens.
Dalla seconda metà degli anni '90 si specializza anche in scenografie di opere teatrali e di concerti musicali, come ad esempio quelle per Pia come la canto io di Gianna Nannini, per il Capo Horn Tour di Jovanotti, per l'Infinito Tour dei Litfiba, per il Tour blu di Claudio Baglioni e per il Live 8 Roma. Si dedica anche alle scenografie di film come Il pane nudo, l'ospite segreto e Territori d'ombra e le scene di film in animazione 3D come L'apetta Giulia e la signora Vita.

## Carriera (parziale)

### Televisione
Per TMC Monte Carlo
- Oscar Junior (1992/1993)
- 1993, Corpo a Corpo
- 1993, Turno di Notte
- 1993, Rock Notes
- 1996, Il Grande Gioco del Mercante in Fiera
- 1996, Se io fossi Sherlock Holmes
- 1996, Zap Zap

Per la RAI e LA7
- 1993, Moscacieca, per Raiuno
- 1999/2000, Sette per Uno, per Raiuno
- 2000, Giorno dopo Giorno, per Raitre
- 2000/01, Top of the Pops, per Raidue
- 2001/02, Quiz Show, per Raiuno
- 2001/02, Tgla7, per LA7
- 2005, Ritorno al Presente, per Raiuno
- 2007/08/09 Circo Massimo Show, per Raitre

### Concerti
- Concerto in Piazza San Croce, di Biagio Antonacci (1995)
- Concerto in Campo de' Fiori, di Paola Turci (1995)
- Pino Daniele Tour (1997), di Pino Daniele
- Tour Rosso (1996), Da me a te (1998) e Tour Blu (1999), di Claudio Baglioni
- Infinito Tour, del gruppo Litfiba (1999)
- In Due, di Nek (1999)
- Capo Horn Tour, di Jovanotti (1999)
- Gigi Proietti Show, di Gigi Proietti (2007)[5]
- Pia come la canto io, di Gianna Nannini (2008)

### Film
- Territori d'ombra, regia di Paolo Modugno (2001)[6]
- Ospite segreto, regia di Paolo Modugno (2003)[6]
- Storia di Leo, regia di Mario Cambi (2006)[6]
- Il pane nudo, regia di Rachid Benhadj (2006)[6]